# Nagy Pál (esperes)
Vályi Nagy Pál (Zubogy (Gömör megye), 1831. szeptember 1. – Tornalja, 1906. július 14.) református esperes-lelkész.

## Élete
Nagy Pál református tanító és Fügedi Zsófia fia. Hétéves korában ment a rimaszombati református gimnáziumba, ahol az öt osztályt végezte, a VI-ra 1843-ban a losonci református líceumba iratkozott be. 1847. szeptember 1-jén Sárospatakon az akadémia V. osztályába vették fel és ott volt a tanév végeig, amikor a szabadságharc szétrobbantotta az ifjúságot, ezen idő alatt apja mellett segédtanítóskodott. 1849 őszén visszatért Sárospatakra és elvégezte a teológiát, letette a kápláni vizsgát és az imaíró Borsodi József simoni lelkész mellett segédlelkész lett. Azután S.-Kesziben és Rimaszombatban működött 1857-ig, amikor a bátai egyház hívei megválasztották rendes lelkésznek; onnét 1869-ben Rimaszombatba (Gömör megye), 1872-ben pedig Tornaljára ment szintén lelkésznek. 1860-ban egyházmegyei aljegyzővé, 1863-ban főjegyzővé, 1871-ben sárospataki papi vizsgai cenzorrá, 1872-ben egyházmegyei könyvtárnokká, 1876-ban egyházkerületi tanügyi bizottsági és főiskolai számvevőszéki taggá, 1882-ben elnökévé, 1883-ban igazgatótanácsossá választották. 1881-ben lett gömöri esperes, 1891-ben zsinati tag, 1892-ben az egyházkerületi időszaki tanács tagja. 1901. szeptember 2-án a gömöri egyházmegye 50 éves papságának jubileumi ünnepélyével tisztelte meg.
Cikkei a Vasárnapi Ujságban (1856. Patriarchalis együttlakás), a Rozsnyói Hiradóban (1881. Tompa-reliquiák: Szemere Miklós levelei Tompához 1851., 1853., 1863. és 1866; 1882. Három névnapi költemény, Levelei Fekete Károlyhoz, 1883. Levelei Pákh Alberthez 1846. jún. 1863. decz. 3.; Csizi János volt hanvai ref. lelkész és költő, Maklári Pap Lajos ref. lelkész és egyházi író, Balogh Sámuel, a m. tudom. akadémia lev. tagjának életrajza, 1887. Arany János levelei Tompához, 1854-59).

## Munkái
- Gyászbeszéd Szentmiklóssy Antal sírja fölött elmondá U.-Panyiton 1870. jún. 12. Rozsnyó, 1870.
- Gyászbeszéd Ragalyi Ferdinánd felett…

Több egyházi és gyászbeszéde kéziratban van.